# Coco Crisp
Covelli Loyce »Coco« Crisp, ameriški bejzbolist, * 1. november 1979, Los Angeles, Kalifornija, ZDA.
Crisp je poklicni igralec sredine zunanjega polja in trenutno član ekipe Oakland Athletics. 

## Vzdevek
Crispu sta vzdevek "Coco" prvič nadela njegova sestra in brat, ki sta ga dražila, da izgleda kot eden od osebkov na škatli kosmičev »Cocoa Krispies«. Vzdevek se sprva ni prijel. Nato pa je Covelli  nekoč med igranjem na stopnji Double-A moral izpolniti vprašalnik, da bi se bolje predstavil svojim novim soigralcem. V razdelek »Vzdevek« je Covelli vstavil »Coco«, in ker so njegovi soigralci menili, da je zanimiv, so ga nato vstavili kot njegovo ime na elektronski prikazovalnik rezultata med tekmo. Po tednu in pol je bil udeležen v menjavi in poslan v drugo ekipo, a se je vzdevek prijel in tako je Covelli postal Coco Crisp. 

## Ljubiteljska kariera
Crisp je obiskoval srednjo šolo Pierce High School v Los Angelesu, nato pa je hodil na univerzo Los Angeles Pierce College v mestu Woodland Hills, Kalifornija.

## Poklicna kariera
Crisp je bil izbran v 7. krogu nabora lige MLB leta 1999 s strani ekipe St. Louis Cardinals.

### Nižje podružnice
Med svojim obdobjem v nižjih podružnicah je v letih 1999−2001 igral za podružnice ekipe iz St. Louisa v štirih različnih ligah. Nato je bil kot igralec, imenovan kasneje, poslan k ekipi Cleveland Indians, v nasprotno smer pa je že prej odšel metalec Chuck Finley. Pri klubu iz Clevelanda je igral za njihovo podružnico na stopnji Triple-A v Buffalu in pred vpoklicem v ligo MLB imel 69 udarcev v polje, domači tek in 24 domov poslanih tekov.

### Liga MLB

#### Cleveland Indians
Crisp je sredi leta 2002 postal začetni igralec sredine zunanjega polja, kjer je bil sprva zamenjava za poškodovanega Matta Lawtona. V naslednjih nekaj sezonih se je uveljavil kot odličen obrambni igralec in hiter tekač med bazami, navkljub svojemu uspehu pa se je za mesto v ekipi moral boriti med vsakim spomladanskim uigravanjem. Leta 2005 se je, po tem, ko se je uveljavil Grady Sizemore, premaknil v levo zunanje polje. V njegovih zadnjih dveh sezonah s klubom je prikazal tudi nekaj odbijalskih sposobnosti. Odbijal je s povprečjem 0,297 in 0,300 ter imel skupno 31 domačih tekov ter 35 ukradenih baz. 

#### Boston Red Sox
Po tem, ko je Johnny Damon sklenil pogodbo z ekipo New York Yankees, je ekipa iz Bostona začela resno iskati njegovo zamenjavo. Odločila se je za Crispa in zanj (ter lovilca Josha Barda in metalca Davida Riskeja) v Cleveland poslala Andyja Martéja, pitcher Guillerma Moto, Kellyja Shoppacha, igralca, imenovanega kasneje Randyja Newsoma in denar.  Že predhodno ljubljenec navijačev v Clevelandu je Crisp postal še bistveno bolj slaven v večjem Bostonu. 
Po obetavnem začetku kariere v Bostnu je sklenil 3-letno pogodbo, ki mu je prinesla 15,5 milijona ameriških dolarjev, in kasneje zlomil svoj levi kazalec med krajo tretje baze in nato izpustil 42 tekem. 28. maja, ob Crispovem povratku v zunanje polje ekipe, je začetno mesto v odbijalski postavi prevzel Kevin Youkilis, Crisp pa je med preostankom leta odbijal kot 7. ali 8. v postavi. V 105-ih tekmah je odbijal s povprčejem 0,264, zbral 8 domačih tekov in domov poslal 36 tekov. Poleg poškodbe prsta se njegove sezone 2006 spominjamo tudi po njegovem ulovu 29. junija na tekmi proti ekipi New York Mets.

##### 2007
Crisp je sezono 2007 pričel s slabimi odbijalskimi predstavami. 20. aprila je pri lovljenju kratkega domačega teka padel čez nizki zid v domačem stadionu Fenway Park. Medtem, ko je domači tek zgrešil za centimetre, je kasneje odbil udarec v polje za tri baze, s katerim je izid tekme izenačil. V spodnjem delu 8. menjave mu ga je dovolil Mariano Rivera. Njegova ekipa je kasneje zmagala z izidom 7:6. Med to sezono je spektakularno ujel številne odbite žoge in s strani enega od klubov v ligi MLB prejel pohvalo, da je »nedvomno najboljši obrambni igralec sredine zunanjega polja v ligi MLB«.  Medtem, ko se je med pretežnim delom sezone precej naprezal, je med 13. junijem in 5. julijem dvignil svoje odbijalsko povprečje na 0,265, in po treh udarcih v polje na tekmi 22. julija tega spravil že na 0,277. 18. junija je na tekmo proti ekipi Atlanta Braves vstopil z dvema domačima tekoma v celotni sezoni. Na omenjeni tekmi je odbil dva domača teka, a je ekipa še vedno izgubila z izidom 9:4. To je bila prva tekma z več domačimi teki v njegovi karieri.
5. avgusta je bil Crisp skorajda povožen s strani maskote ekipe Seattle Mariners, Losa Marinerja. Medtem, ko je slednji na štirikolesniku krožil okrog svojega stadiona Safeco Field je skorajda zadel Crispa, ki se je iz klopi vračal na svoj igralni položaj po koncu nasprotnikove pol-menjave. Coco je pri tem moral odskočiti. Trener metalcev ekipe iz Bostona, John Farrell, je bil zelo jezen zaradi obnašanja maskote in se glede dogodka pritožil pri maskoti in vodji stadiona ekipe. Takoj po dogodku je ekipa iz Bostona prejela opravičilo splošnega upravitelja ekipe iz Seattla, Billa Bavasija.
21. oktobra je na 7. tekmi Serije za Ameriško ligo Crisp ujel žogo za izločitev, ki je poslala Boston na njegovo drugo Svetovno serijo v štirih letih. Po ujemu se je zadel v zid ob zunanjem polju in se nekoliko poškodoval, a se je do Serije popolnoma pozdravil. 
Medtem, ko je med večino leta 2007 bil v začetni postavi kot igralec sredine zunanjega polja, ga je med serijo za Ameriško ligo nadomestil novinec Jacoby Ellsbury. Na klopi je ostal tudi med Svetovno serijo in se pojavljal le ob zaključkih tekem kot obrambna zamenjava. 

##### 2008
4. junija je bil Crisp v osredju afere na tekmi proti ekipi Tampa Bay Rays. Medtem, ko je v 6. menjavi kradel drugo bazo, je bližnji zaustavljalec ekipe iz Tampe Jason Bartlett pred bazo z namenom, da Crispu onemogoči krajo baze, postavil svoje koleno. Crisp je bazo ukradel, a ga dejanje Bartletta ni navdušilo. V 8. menjavi je med enakim manevrom podrl igralca druge baze Akinorija Iwamuro. To dejanje je sprožilo nekaj nezadovoljstva na klopi nasprotnikov. Ob menjavi metalca kasneje v menjavi se je upravnik Joe Maddon začel prepirati z Crispom, ki je bil takrat na klopi. Po tekmi je Crisp dejal, da je menil, da je pri tem, ko je podrl nasprotnikovega igralca sredine notranjega polja, menil, da je bil na drugi strani dejanja Bartlett. Crisp je Barttletovo koleno pred bazo opisal kot "sumljivo".  Na naslednji tekmi v serije je v Crispovem prvem odbijalskem nastopu slednji bil v meča zadet z metom Jamesa Shieldsa. Crisp se je nemudoma odpravil naproti metalčevemu gričku in se najprej ognil udarcu Shieldsa s pestjo, nato pa še poskusil vrniti udarec, pri tem pa so vstale klopi obeh ekip. Po koncu dogodka so bili Crisp, Jonny Gomes in Shields izključeni iz tekme. Liga MLB je Crispa suspendirala za sedem tekem.  Po pritožbi je bila kazen zmanjšana na 5 tekem, Crisp pa jo je odslužil 28. junija.  Na 5. tekmi Serije za Ameriško ligo je Crisp z udarcem v polje v spodnjem delu 8. menjave izenačil tekmo, s čimer je zaključil vrnitev Bostona po zaostajanju za sedem tekov. Njegova ekipa je tekmo nato zmagala po zmagovitem udarcu v polje J. D. Drewa, a je serijo izgubila v sedmih tekmah.

### Kansas City Royals
19. novembra 2008 je bil Crisp poslan v Kansas City, v Boston pa je v zameno odšel razbremenilec  Ramón Ramírez.
Med njegovim prvim letom v Kansas Cityju je bilo njegovo odbijalsko povprečje 0,228, najnižje v njegovi karieri. 23. junija 2009 je upravnik ekipe Trey Hillman oznanil, da bo Crisp zaradi operacije na ramenskih vezeh izpustil preostanek sezone. 

### Oakland Athletics
20. decembra 2009 je Crisp z ekipo Oakland Athletics sklenil enoletno pogodbo z možnostjo enoletnega podaljšanja s strani kluba, ki je letno vredna 5 milijonov ameriških dolarjev.  Pogodba je postala uradna tri dni kasneje. 
Sezono 2010 je Crisp pričel na seznamu poškodovanih z zlomljenim levim mezincem.
Crisp je v sezoni 2011 ostal član ekipe iz Oaklanda. 24. avgusta je Crisp odbil domači tek z obeh strani odbijalskega krožnika. Na isti tekmi je odbil domači tek za tri teke, ki je ekipi v 10. menjavi odprl pot do zmage. Dovolil mu ga je razbremenilec Rafael Soriano.
Crisp je z ekipo iz Oaklanda 3. januarja 2012 ponovno sklenil pogodbo, tokrat mu bo skozi dve leti prinesla 14 milijonov ameriških dolarjev, v letu 2014 pa bo imel klub še možnost enoletnega podaljšanja. Crisp je prejel ponudbe še s strani klubov Baltimore Orioles in Chicago White Sox, a jih je zavrnil.

### Igralski profil
Crisp je znan po velikem lovilskem dometu v sredini zunanjega polja, a ne toliko po moči roke, s katero meče. Je tudi dober pri kraji baz in zelo dejaven pri tovrstnem početju. V končnici ima skozi kariero odbijalsko povprečje 0,281. Drži rekord ekipe iz Oaklanda za največ zaporednih uspešnih poizkusov kraje baz. Znan je kot dober igralec v »sistemu majhne žoge«, saj je dober pri tehniki polaganja kija in pri teku. V njegovi celotni karieri ga je met zadel le 5-krat. 

### Zasebno življenje
Njegova mati ima portoriško-italijanske korenine, njegov oče pa je Afroameričan. Je poročen in ima dva otroka: sina Cadena in hčerko Amalie. 
Po poročilih TMZ-ja so 2. marca 2011 Crispa v mestu Scottsdale, Arizona aretirali zaradi suma vožnje pod vplivom alkohola. 